# Trzy Lipki

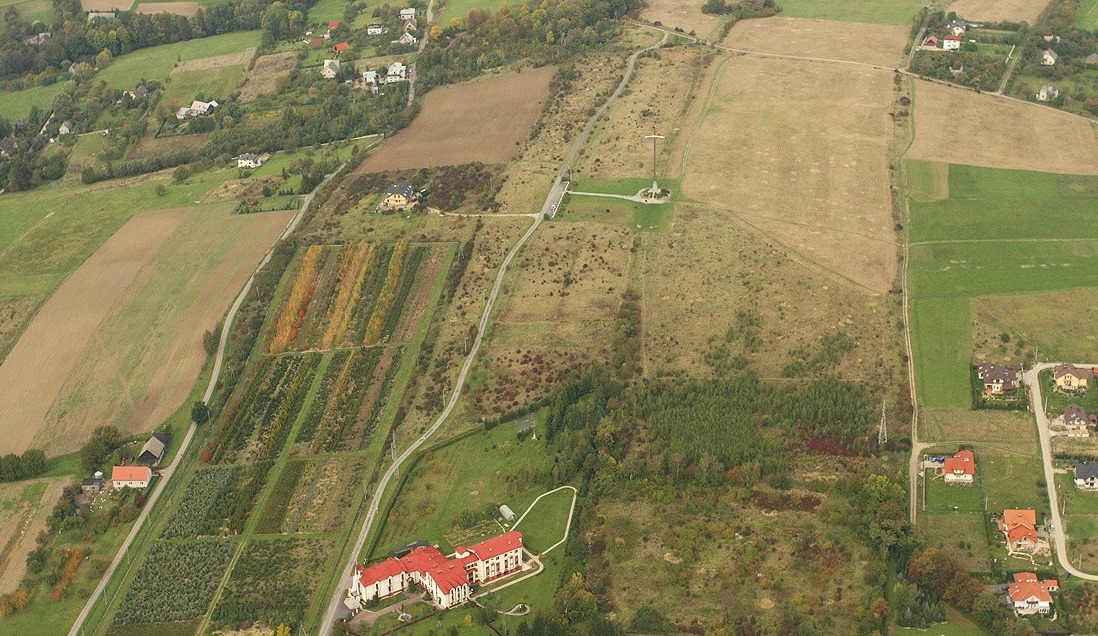
Widok ogólny wzgórza

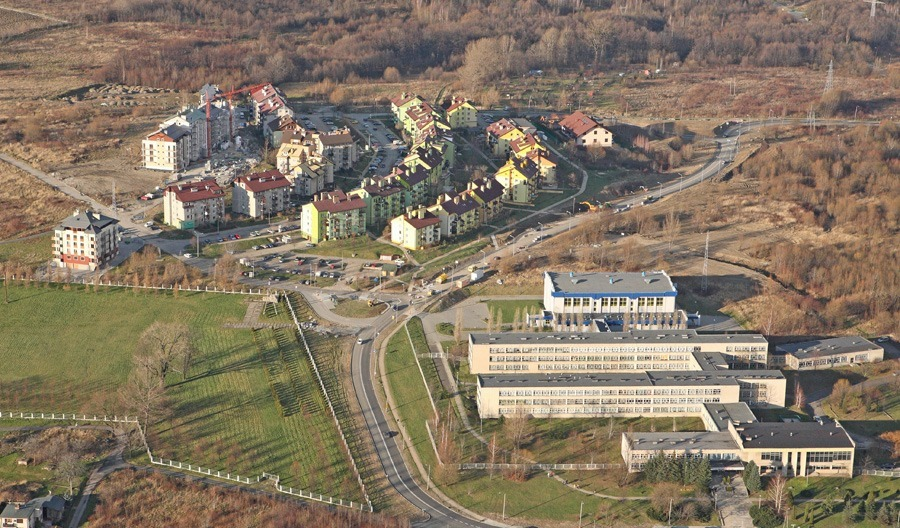
Osiedle Sarni Stok

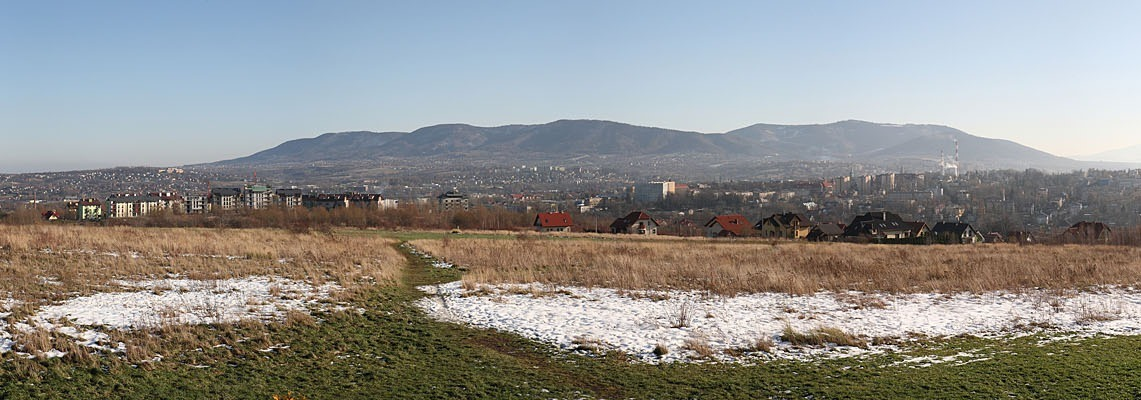
Widok z Trzech Lipek w kierunku południowo-wschodnim

Trzy Lipki – wzgórze na Pogórzu Śląskim o wysokości 386 m n.p.m. położone w północnej części Bielska-Białej, w dzielnicy Stare Bielsko.
Wzgórze niegdyś było porośnięte lasem lipowym, obecnie występują na nim rozległe łąki. Wyjątkiem jest część północno-wschodnia – obszar ciągnący się wzdłuż Potoku Zajazdowego, który porasta grąd subkontynentalny. Trzy Lipki, ze względu na dużą ilość pokarmu, są miejscem grupowania się i odpoczynku wielu gatunków ptaków. Spotykane są tu także sarny i zające. Wspomniany las grądowy chroniony jest w ramach zespołu przyrodniczo-krajobrazowego „Sarni Stok”.
W 1645 r. na wzgórzu rozegrała się potyczka między wojskami szwedzkimi a polskimi. W jej wyniku zniszczeniu uległ las lipowy, którego pozostałością stały się cztery, a po uderzeniu pioruna – trzy lipy, od których wzgórze wzięło nazwę. Wycięto je w 1939 r., aby nie służyły jako punkt orientacyjny. W tym samym miejscu posadzono lipy w 1945 r., jednak zostały zniszczone przez wandali.
Na południowym stoku Trzech Lipek, wzdłuż Potoku Starobielskiego, powstał przysiółek samodzielnej do 1977 r. wsi Stare Bielsko.
W 1939 r. na wzgórzu zbudowano kilka schronów bojowych, wchodzących w skład sieci fortyfikacji o długości 10 km. Na linii tych fortyfikacji rozlokowano Batalion ON „Bielsko”, wchodzący w skład Armii Kraków, nigdy jednak nie doszło do walk na tym terenie.
W latach 80. XX wieku na wschodnim stoku, zwanym Sarnim, powstało niewielkie osiedle mieszkaniowe Sarni Stok. Obecnie planowana jest budowa kolejnego.
Na szczycie Trzech Lipek znajduje się stalowy, 40-metrowy, ważący 17 ton Krzyż Trzeciego Tysiąclecia powstały w 2001 r. w miejscu drewnianego krzyża stojącego w latach 1935–1939. Jego okolice stanowią dobry punkt widokowy na Bielsko-Białą i okolice.
Poza osiedlem Sarni Stok, na Trzech Lipkach znajduje się nieliczna zabudowa jednorodzinna. Na stoku południowym, przy ul. Portowej, położony jest klasztor redemptorystek.
Przez wzgórze przebiega  Szlak 700-lecia Bielska biegnący z centrum Bielska-Białej do Czechowic-Dziedzic, a także Międzynarodowy Szlak Rowerowy Greenways Kraków – Morawy – Wiedeń. Na wschodnim stoku powstał tor motocrossowy.
Szczyt ten jest także wykorzystywany jako startowisko przez motoparalotniarzy PPG i PPGG, ponieważ duża, otwarta przestrzeń umożliwia start na każdy kierunek.